# Serijal
Filmski serijal označava niz od nekoliko igranih filmova koji imaju manje ili više povezanu radnju ili čine cjelinu.
Filmski serijal u užem smislu podrazumijeva filmski serijal i niz kratkih igranih filmova, najčešće B-produkcije koji su u prvoj polovici 20. stoljeća činile ekvivalent kasnijih dramskih serija na televiziji. Svaki od njih je predstavljao "epizodu" serije.